# 紫紅小皮傘
紫紅小皮傘，分布於台灣，日本，中國大陆與北美地區，屬皮傘屬植物，色通常為鮮豔紫紅色。另外，該種野菇也是上述地區常見木棲腐生的小型菇類之一種，生長於該地區春至秋季的低海拔林區，數天生，肉質堅韌，不建議食用。